# کوکو لی
کوکو لی (انگلیسی: Coco Lee؛ زادهٔ ۱۷ ژانویهٔ ۱۹۷۵ – درگذشته ۵ ژوئیه ۲۰۲۳) یک هنرپیشه، خواننده-ترانه‌سرا، و آهنگساز اهل ایالات متحده آمریکا بود، در پنجم ماه ژوئیه سال ۲۰۲۳ برای دچار شدن به بیماری افسردگی دست به خودکشی زد و درگذشت.